# Navarredonda de la Rinconada
Navarredonda de la Rinconada, là một đô thị ở cộng đồng tự trị Castile-Leon, phía tây tỉnh Salamanca in Tây Ban Nha. Đô thị này có cự ly 68 kilômét so với thành phố tỉnh lỵ Salamanca và có dân số 267 người. Mã số bưu chính là 37607.
Đô thị này có diện tích 13.12 km² and lies 1026 mét trên mực nước biển.